# Rolls-Royce Trent 700
Trent 700 – silnik turbowentylatorowy, dwuprzepływowy o dużym stosunku dwuprzepływowości. Wytwarzany jest przez brytyjską firmę Rolls-Royce. Ten silnik został stworzony do napędzania samolotów Airbus A330.

## Historia
Kiedy Airbus pod koniec lat 80. oficjalnie rozpoczął prace nad nowym szerokokadłubowym samolotem dalekiego zasięgu, Rolls-Royce zaproponował wersję Trent 600 (znaną jako Trent 680) do nowego samolotu. Jednak w międzyczasie wzrosła waga projektowanej maszyny, co spowodowało zwiększenie mocy silników. Wówczas Rolls-Royce zaproponował silnik Trent 720 z serii silników Trent 700.
W kwietniu 1989 Cathay Pacific zamówił pierwsze 10 sztuk nowego samolotu zasilanego przez silniki Rolls-Royce'a, następnie linie TWA zamówiły kolejne 20 sztuk A330.
Pierwsze testy serii Trent 700 rozpoczęły się w sierpniu 1990, a certyfikat otrzymano w 1994. W marcu 1995 silniki otrzymały certyfikat ETOPS 90, który w grudniu został wydłużony do 120 minut, a do 180 minut w 1996.
W 2009 Rolls-Royce przedstawił ulepszoną wersję silnika Trent 700 oznaczoną jako Trent 700EP, który miał większą wydajność od pozostałych oraz pakiet ulepszeń pochodzący z pozostałych modeli z serii Trent (szczególnie z serii Trent 1000). Nowa wersja spala o 1,2% mniej paliwa niż poprzednie jednostki Trent 700.
Rolls-Royce twierdzi, że model Trent 700 jest najcichszym oraz najoszczędniejszym silnikiem oferowanym do samolotu A330. Największym operatorem jest Cathay Pacific, który użytkuje 31 maszyn z silnikami Trent 700.

## Warianty
- Trent 768-60 – certyfikowany w maju 1994, osiąga ciąg do 300 kN[2], używany na samolotach A330-341.
- Trent 772-60 – certyfikowany w marcu 1994, osiąga ciąg do 316 kN, używany na samolotach A330-342.
- Trent 772B-60 – certyfikowany we wrześniu 1997, osiąga ciąg do 316 kN, silnik uzyskuje większą moc w stosunku do 772-60 pomiędzy 610 m (2000 ft) i 2440 m (8000 ft). Używany na samolotach A330-243 oraz A330-343X.
- Trent 772C-60 – certyfikowany w marcu 2007, osiąga ciąg do 316 kN, silnik uzyskuje większą moc w stosunku do 772B-60 powyżej 2440 m (8000 ft). Używany na samolotach A330-243 oraz A330-343X.